# Élections législatives de 1968 dans le Finistère
Les élections législatives françaises de 1968 se déroulent les 23 et 30 juin 1968. Dans le département du Finistère, huit députés sont à élire dans le cadre de huit circonscriptions.

## Élus
| Circonscription | Député sortant                         | Parti | Parti           | Député élu ou réélu   | Parti | Parti |
| --------------- | -------------------------------------- | ----- | --------------- | --------------------- | ----- | ----- |
| 1re             | Marc Bécam suppléant d'Edmond Michelet |       | UDR             | Edmond Michelet       |       | UDR   |
| 2e              | Georges Lombard                        |       | CNIP            | Michel de Bennetot    |       | UDR   |
| 3e              | Gabriel de Poulpiquet                  |       | UDR             | Gabriel de Poulpiquet |       | UDR   |
| 4e              | Roger Prat                             |       | PSU (app. FGDS) | Pierre Lelong         |       | UDR   |
| 5e              | Antoine Caill                          |       | UDR             | Antoine Caill         |       | UDR   |
| 6e              | Suzanne Ploux                          |       | UDR             | Suzanne Ploux         |       | UDR   |
| 7e              | Gabriel Miossec                        |       | UDR             | Gabriel Miossec       |       | UDR   |
| 8e              | Louis Orvoën                           |       | CD              | Jean-Claude Petit     |       | RI    |

## Mode de scrutin
L'élection se fait au scrutin uninominal majoritaire à deux tours.
À la mi-novembre 1966 la loi électorale sur le seuil minimal à obtenir au premier tour pour passer au second change : il passe de 5 % des exprimés à 10 % des électeurs inscrits.
Cela rend beaucoup plus difficile le maintien au scrutin de ballotage. Avec une abstention à 79,96 % (moyenne nationale), il faut en réalité obtenir 12,51 % des suffrages exprimés pour pouvoir se maintenir.
Il faut réunir pour être élu au premier tour :
1. La majorité absolue des suffrages exprimés ;
2. Un nombre de suffrages égal au quart des électeurs inscrits.

Au deuxième tour la majorité relative suffit. En cas d'égalité c'est le plus âgé qui est élu.

## Résultats

### Résultats à l'échelle du département
| Parti          | Parti                                           | Premier tour | Premier tour | Second tour | Second tour | Sièges |
| Parti          | Parti                                           | Voix         | %            | Voix        | %           | Sièges |
| -------------- | ----------------------------------------------- | ------------ | ------------ | ----------- | ----------- | ------ |
|                | Union pour la défense de la République          | 178 025      | 44,94        | 129 700     | 44,15       | 7      |
|                | Républicains indépendants                       | 15 862       | 4,00         | 28 499      | 9,70        | 1      |
|                | Modérés                                         | 1 501        | 0,38         |             |             | 0      |
|                | Union des républicains de progrès               | 195 388      | 49,32        | 158 199     | 53,85       | 8      |
|                |                                                 |              |              |             |             |        |
|                | Section française de l'Internationale ouvrière  | 16 312       | 4,12         | 15 874      | 5,40        | 0      |
|                | Convention des institutions républicaines       | 7 526        | 1,90         | Retrait     | Retrait     | 0      |
|                | Fédération de la gauche démocrate et socialiste | 23 838       | 6,02         | 15 874      | 5,40        | 0      |
|                |                                                 |              |              |             |             |        |
|                | Progrès et démocratie moderne                   | 86 504       | 21,84        | 40 875      | 13,91       | 0      |
|                | Parti communiste français                       | 70 106       | 17,70        | 56 811      | 19,34       | 0      |
|                | Parti socialiste unifié                         | 20 316       | 5,13         | 22 003      | 7,49        | 0      |
|                |                                                 |              |              |             |             |        |
| Inscrits       | Inscrits                                        | 492 404      | 100,00       | 376 137     | 100,00      | 8      |
| Abstentions    | Abstentions                                     | 90 341       | 18,35        | 76 778      | 20,41       |        |
| Votants        | Votants                                         | 402 063      | 81,65        | 299 359     | 79,59       |        |
| Blancs et nuls | Blancs et nuls                                  | 5 911        | 1,47         | 5 597       | 1,87        |        |
| Exprimés       | Exprimés                                        | 396 152      | 98,53        | 293 762     | 98,13       |        |

### Résultats par circonscription

#### Première circonscription (Quimper)
| Candidat           | Candidat                      | Parti          | Premier tour | Premier tour | Second tour | Second tour |  |
| Candidat           | Candidat                      | Parti          | Voix         | %            | Voix        | %           |  |
| ------------------ | ----------------------------- | -------------- | ------------ | ------------ | ----------- | ----------- |  |
|                    | Edmond Michelet sortant réélu | UDR (URP)      | 25 455       | 48,64        | 31 393      | 62,98       |  |
|                    | Jean-François Hamon           | PCF            | 11 841       | 22,63        | 18 447      | 37,01       |  |
|                    | Robert Omnès                  | CD (PDM)       | 8 088        | 15,45        | Retrait     | Retrait     |  |
|                    | Alain Le Dilosquer            | PSU            | 6 943        | 13,26        | Retrait     | Retrait     |  |
|                    |                               |                |              |              |             |             |  |
| Inscrits           | Inscrits                      | Inscrits       | 64 640       | 100,00       | 64 632      | 100,00      |  |
| Abstentions        | Abstentions                   | Abstentions    | 11 739       | 18,16        | 12 625      | 19,53       |  |
| Votants            | Votants                       | Votants        | 52 901       | 81,84        | 52 007      | 80,47       |  |
| Blancs et nuls     | Blancs et nuls                | Blancs et nuls | 574          | 1,09         | 2 167       | 4,17        |  |
| Exprimés           | Exprimés                      | Exprimés       | 52 327       | 98,91        | 49 840      | 95,83       |  |
| Source : Data.gouv |                               |                |              |              |             |             |  |

#### Deuxième circonscription (Brest)
| Candidat           | Candidat                | Parti          | Premier tour | Premier tour | Second tour | Second tour |  |
| Candidat           | Candidat                | Parti          | Voix         | %            | Voix        | %           |  |
| ------------------ | ----------------------- | -------------- | ------------ | ------------ | ----------- | ----------- |  |
|                    | Michel de Bennetot élu  | UDR (URP)      | 24 613       | 37,98        | 27 712      | 43,30       |  |
|                    | Georges Lombard sortant | CNIP (PDM)     | 21 276       | 32,83        | 26 908      | 42,05       |  |
|                    | Louis Le Roux           | PCF            | 9 829        | 15,17        | 9 373       | 14,64       |  |
|                    | Francis Le Blé          | FGDS (SFIO)    | 9 074        | 14,00        | Retrait     | Retrait     |  |
|                    |                         |                |              |              |             |             |  |
| Inscrits           | Inscrits                | Inscrits       | 85 175       | 100,00       | 85 172      | 100,00      |  |
| Abstentions        | Abstentions             | Abstentions    | 20 049       | 23,54        | 20 749      | 24,36       |  |
| Votants            | Votants                 | Votants        | 65 126       | 76,46        | 64 423      | 75,64       |  |
| Blancs et nuls     | Blancs et nuls          | Blancs et nuls | 334          | 0,51         | 430         | 0,67        |  |
| Exprimés           | Exprimés                | Exprimés       | 64 792       | 99,49        | 63 993      | 99,33       |  |
| Source : Data.gouv |                         |                |              |              |             |             |  |

#### Troisième circonscription (Landerneau)
|                    | Gabriel de Poulpiquet sortant réélu | UDR (URP)      | 41 610 | 88,30  |  |  |  |
|                    | Yves Cam                            | PCF            | 5 511  | 11,69  |  |  |  |
|                    |                                     |                |        |        |  |  |  |
| Inscrits           | Inscrits                            | Inscrits       | 59 366 | 100,00 |  |  |  |
| Abstentions        | Abstentions                         | Abstentions    | 9 081  | 15,3   |  |  |  |
| Votants            | Votants                             | Votants        | 50 285 | 84,7   |  |  |  |
| Blancs et nuls     | Blancs et nuls                      | Blancs et nuls | 3 164  | 6,29   |  |  |  |
| Exprimés           | Exprimés                            | Exprimés       | 47 121 | 93,71  |  |  |  |
| Source : Data.gouv |                                     |                |        |        |  |  |  |

#### Quatrième circonscription (Morlaix)
| Candidat                      | Candidat           | Parti          | Premier tour | Premier tour | Second tour | Second tour |  |
| Candidat                      | Candidat           | Parti          | Voix         | %            | Voix        | %           |  |
| ----------------------------- | ------------------ | -------------- | ------------ | ------------ | ----------- | ----------- |  |
|                               | Pierre Lelong élu  | UDR (URP)      | 21 002       | 44,93        | 25 046      | 53,23       |  |
|                               | Roger Prat sortant | PSU (FGDS)     | 13 373       | 28,61        | 22 003      | 46,76       |  |
|                               | Alphonse Penven    | PCF            | 7 768        | 16,62        | Retrait     | Retrait     |  |
|                               | Eugène Bérest      | CD (PDM)       | 4 599        | 9,84         |             |             |  |
|                               |                    |                |              |              |             |             |  |
| Inscrits                      | Inscrits           | Inscrits       | 55 067       | 100,00       | 55 055      | 100,00      |  |
| Abstentions                   | Abstentions        | Abstentions    | 8 071        | 14,66        | 7 520       | 13,66       |  |
| Votants                       | Votants            | Votants        | 46 996       | 85,34        | 47 535      | 86,34       |  |
| Blancs et nuls                | Blancs et nuls     | Blancs et nuls | 254          | 0,54         | 486         | 1,02        |  |
| Exprimés                      | Exprimés           | Exprimés       | 46 742       | 99,46        | 47 049      | 98,98       |  |
| Source : Data.gouv et CEVIPOF |                    |                |              |              |             |             |  |

#### Cinquième circonscription (Landivisiau)
|                    | Antoine Caill sortant réélu | UDR (URP)      | 25 821 | 53,44  |  |  |  |
|                    | Yves Cabioch                | CD (PDM)       | 18 206 | 37,68  |  |  |  |
|                    | Denise Roudot               | PCF            | 4 285  | 8,86   |  |  |  |
|                    |                             |                |        |        |  |  |  |
| Inscrits           | Inscrits                    | Inscrits       | 56 839 | 100,00 |  |  |  |
| Abstentions        | Abstentions                 | Abstentions    | 8 101  | 14,25  |  |  |  |
| Votants            | Votants                     | Votants        | 48 738 | 85,75  |  |  |  |
| Blancs et nuls     | Blancs et nuls              | Blancs et nuls | 426    | 0,87   |  |  |  |
| Exprimés           | Exprimés                    | Exprimés       | 48 312 | 99,13  |  |  |  |
| Source : Data.gouv |                             |                |        |        |  |  |  |

#### Sixième circonscription (Châteaulin)
| Candidat           | Candidat                      | Parti          | Premier tour | Premier tour | Second tour | Second tour |  |
| Candidat           | Candidat                      | Parti          | Voix         | %            | Voix        | %           |  |
| ------------------ | ----------------------------- | -------------- | ------------ | ------------ | ----------- | ----------- |  |
|                    | Suzanne Ploux sortante réélue | UDR (URP)      | 20 201       | 43,47        | 20 753      | 45,94       |  |
|                    | Édouard Le Jeune              | CD (PDM)       | 14 311       | 30,80        | 13 967      | 30,92       |  |
|                    | Louis Hémery                  | PCF            | 11 949       | 25,71        | 10 451      | 23,13       |  |
|                    |                               |                |              |              |             |             |  |
| Inscrits           | Inscrits                      | Inscrits       | 58 187       | 100,00       | 58 179      | 100,00      |  |
| Abstentions        | Abstentions                   | Abstentions    | 11 279       | 19,38        | 12 705      | 21,84       |  |
| Votants            | Votants                       | Votants        | 46 908       | 80,62        | 45 474      | 78,16       |  |
| Blancs et nuls     | Blancs et nuls                | Blancs et nuls | 447          | 0,95         | 303         | 0,67        |  |
| Exprimés           | Exprimés                      | Exprimés       | 46 461       | 99,05        | 45 171      | 99,33       |  |
| Source : Data.gouv |                               |                |              |              |             |             |  |

#### Septième circonscription (Douarnenez)
| Candidat           | Candidat                      | Parti          | Premier tour | Premier tour | Second tour | Second tour |  |
| Candidat           | Candidat                      | Parti          | Voix         | %            | Voix        | %           |  |
| ------------------ | ----------------------------- | -------------- | ------------ | ------------ | ----------- | ----------- |  |
|                    | Gabriel Miossec sortant réélu | UDR (URP)      | 19 323       | 46,66        | 24 796      | 60,96       |  |
|                    | Jean-Claude Dubourg           | CD (PDM)       | 8 006        | 19,33        | Retrait     | Retrait     |  |
|                    | Charles Donnart               | FGDS (SFIO)    | 7 238        | 17,47        | 15 874      | 39,03       |  |
|                    | Marcel Youinou                | PCF            | 6 844        | 16,52        | Retrait     | Retrait     |  |
|                    |                               |                |              |              |             |             |  |
| Inscrits           | Inscrits                      | Inscrits       | 52 827       | 100,00       | 52 810      | 100,00      |  |
| Abstentions        | Abstentions                   | Abstentions    | 11 092       | 21           | 11 241      | 21,29       |  |
| Votants            | Votants                       | Votants        | 41 735       | 79           | 41 569      | 78,71       |  |
| Blancs et nuls     | Blancs et nuls                | Blancs et nuls | 324          | 0,78         | 899         | 2,16        |  |
| Exprimés           | Exprimés                      | Exprimés       | 41 411       | 99,22        | 40 670      | 97,84       |  |
| Source : Data.gouv |                               |                |              |              |             |             |  |

#### Huitième circonscription (Concarneau - Quimperlé)
| Candidat           | Candidat              | Parti          | Premier tour | Premier tour | Second tour | Second tour |  |
| Candidat           | Candidat              | Parti          | Voix         | %            | Voix        | %           |  |
| ------------------ | --------------------- | -------------- | ------------ | ------------ | ----------- | ----------- |  |
|                    | Jean-Claude Petit élu | RI (UDR)       | 15 862       | 32,38        | 28 499      | 60,58       |  |
|                    | Paul Le Gall          | PCF            | 12 079       | 24,65        | 18 540      | 39,41       |  |
|                    | Louis Orvoën sortant  | CD (PDM)       | 12 018       | 24,53        | Retrait     | Retrait     |  |
|                    | Pierre Boëdec         | FGDS (CIR)     | 7 526        | 15,36        | Retrait     | Retrait     |  |
|                    | Marcelle Caviola      | Modérés        | 1 501        | 3,06         |             |             |  |
|                    |                       |                |              |              |             |             |  |
| Inscrits           | Inscrits              | Inscrits       | 60 303       | 100,00       | 60 289      | 100,00      |  |
| Abstentions        | Abstentions           | Abstentions    | 10 929       | 18,12        | 11 938      | 19,8        |  |
| Votants            | Votants               | Votants        | 49 374       | 81,88        | 48 351      | 80,2        |  |
| Blancs et nuls     | Blancs et nuls        | Blancs et nuls | 388          | 0,79         | 1 312       | 2,71        |  |
| Exprimés           | Exprimés              | Exprimés       | 48 986       | 99,21        | 47 039      | 97,29       |  |
| Source : Data.gouv |                       |                |              |              |             |             |  |